# I gangster non perdonano
I gangster non perdonano (Accused of Murder) è un film del 1956 diretto da Joseph Kane.
È un film poliziesco a sfondo giallo statunitense con David Brian, Verna Ralston e Sidney Blackmer. È basato sul romanzo del 1952 Vanity Row di W. R. Burnett.

## Produzione
Il film, diretto da Joseph Kane su una sceneggiatura di W.R. Burnett e Robert Creighton Williams con il soggetto di W.R. Burnett, fu prodotto dallo stesso Kane per la Republic Pictures.

## Colonna sonora
- You're in Love - musica di Buddy Bregman, parole di Herb Newman, arrangiamento di R. Dale Butts, cantata da Vera Ralston
- There's a Song in the Heart of Paree - musica di Al De Long, parole di Jerry Gladstone

## Distribuzione
Il film fu distribuito con il titolo Accused of Murder negli Stati Uniti dal 21 dicembre 1956 al cinema dalla Republic Pictures.
Altre distribuzioni:
- in Germania Ovest il 23 settembre 1957 (Schach dem Mörder)
- in Austria nel 1958 (Schach dem Mörder)
- in Svezia il 3 febbraio 1958 (Mord efter midnatt)
- in Finlandia il 29 agosto 1958 (Keskiyön murhaaja)
- in Italia (I gangster non perdonano)

## Critica
Secondo il Morandini il film è un "poliziesco di serie, sufficienza scarsa".